# Pakdasht
Pākdasht (farsi پاکدشت) è il capoluogo dello shahrestān di Pakdasht, circoscrizione Centrale, nella provincia di Teheran in Iran. Aveva, nel 2006, una popolazione di 126.281 abitanti. Si trova 25 km a sud-est di Teheran.